# Берзиня, Инга
Инга Берзиня (латыш. Inga Bērziņa; род. 1 августа 1963, Кулдига, Кулдигский район) — латвийский политический и государственный деятель. Основатель и лидер региональной партии «Кулдигскому краю», член правления партийного объединения «Новое единство». Министр охраны окружающей среды и регионального развития Латвии с 15 сентября 2023 года. Депутат XIV Сейма Латвии с 1 ноября 2022 года. В прошлом — председатель Кулдигской краевой думы (2009—2022).

## Биография
Родилась  1 августа 1963 года в Кулдиге.
В 1986 году окончила географический факультет Латвийского государственного университета имени Петра Стучки в Риге, получила специальность учителя географии. В 1997 году получила степень магистра географии в Латвийском университете.
В 1986—1994 годах — учитель географии в Рижской 4-й средней школе, в 1990 году переименованной в Рижскую английскую гимназию (Rīgas Angļu ģimnāzija, RAĢ). В 1994—1997 годах — учитель географии в 1-й средней школе имени Вилиса Плудониса в Кулдиге. В 1997—2000 годах — преподаватель экономики Рижской академии педагогики и управления образованием (РАПУО, Rīgas Pedagoģijas un izglītības vadības akadēmija, RPIVA). В 2001—2002 годах — преподаватель Центра образования взрослых Кулдигского района.
В 1998—2000 годах — руководитель отдела регионального развития Кулдигского районного совета. В ходе проведения переписи населения Латвии 2000 года была заместителем начальника Кулдигского районного статистического управления. В 2000—2002 годах — руководитель муниципального «Агентства развития Курземе» (Kurzemes attīstības aģentūra). В 2003—2007 годах — руководитель муниципального «Агентства развития Кулдиги» (Kuldīgas attīstības aģentūra) Кулдигского районного совета. В 2005—2006 годах — координатор «Агентства развития Курземского региона» (Kurzemes reģiona attīstības aģentūra). 
В 2001—2007 годах — заместитель председателя Кулдигской городской думы. С 29 ноября 2007 года — председатель Кулдигской городской думы. 27 июля 2009 года избрана председателем Кулдигской краевой думы, переизбиралась в 2013, 2017 и 2021 годах. Являлась с июня 2013 года членом правления Ассоциации самоуправлений Латвии (Latvijas Pašvaldību savienība, LPS). 1 августа 2013 года стала председателем Совета развития Курземского региона планирования. С 30 апреля 2015 года – заместитель председателя правления Ассоциации центров регионального развития (Reģionālo attīstības centru apvienība, RACA). 31 октября 2022 года покинула должности в региональных органах власти в связи с избранием в Сейм Латвии.
В 2005 году была экспертом при разработке национального плана развития в Министерстве охраны окружающей среды и регионального развития Латвии.
13 февраля 2019 года стала внештатным советником премьер-министра Кришьяниса Кариньша («Новое единство») по вопросам регионального развития. Исполняла обязанности до отставки Кариньша 14 августа 2023 года.
По результатам парламентских выборов 2022 года избрана депутатом XIV Сейма Латвии. Является заместителем председателя фракции «Новое единство», председателем Комиссии по социальным и трудовым вопросам.
15 сентября 2023 года назначена министром охраны окружающей среды и регионального развития Латвии в правительстве под руководством премьер-министра Эвики Силини («Новое единство»).

## Личная жизнь
Замужем, мать троих детей. Её сын Кристап Берзиньш (Kristaps Bērziņš; род. 29 января 1992) — известный марафонец, победитель Рижского марафона 2021 года.